# Ragnar Ulfung
Ragnar Sigurd Ulfung, före 1941 Olsen, född 28 februari 1927 i Oslo, är en norsk-svensk operasångare (tenor). 

## Biografi
Ulfung började sin artistbana som nioåring i Olavsguttene, där han blev solist 1943. Han utbildades vid Musikaliske Akademin i Oslo och debuterade vid Det Nye Teater 1952. Han arbetade därefter i Milano under Angelo Minghetti 1954–1955 och vid Stora Teatern, Göteborg 1955–1958. Därefter fick Ulfung engagemang på Stockholmsoperan och bland rollerna där kan nämnas som Gustav III i Verdis Un ballo in maschera, Cavaradossi i Puccinis Tosca samt Mime i Wagners Siegfried. Hans sista stora debutroll i Stockholm blev titelrollen i Verdis Otello. 

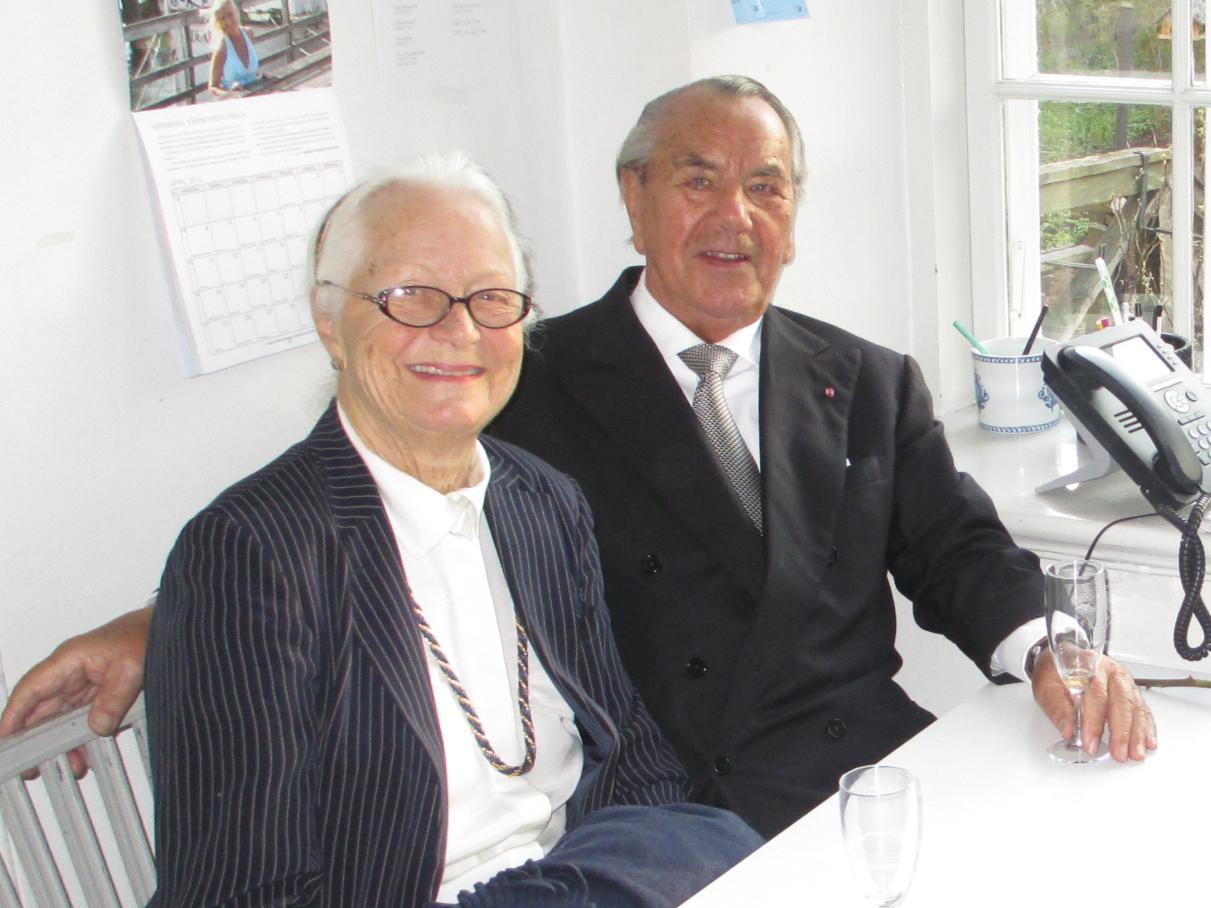
Bjørg Flognfeldt Ulfung och Ragnar Ulfung 2016.

Under senare delen av karriären blev Ulfung internationellt uppskattad i roller som Aeghist i Richard Strauss Elektra och Herodes i samme kompositörs Salome. Efter sin internationella debut som Tamino i Trollflöjten på Covent Garden i London 1963 har Ulfung har gästspelat på ledande teatrar i Europa och USA. 
Han blev hovsångare 1976 samt var chef för Stora Teatern i Göteborg säsongen 1977–1978.
Ulfung gifte sig 1951 med Björg Flognfeldt (1927–2023), som tidigare var mannekäng, och fick med henne fyra barn, bland andra sonen Karl Fredrik Ulfung.
År 2024 utkom Catarina Ericson-Roos' biografi Jag måste sjunga annars dör jag.

## Priser och utmärkelser
- 1961 – Musikkritikerpriset i Norge
- 1976 – Hovsångare
- 1981 – Litteris et Artibus
- 1994 – Fideliomedaljen

## Diskografi (urval)
- Ragnar Ulfung. (Great Swedish Singers). Bluebell ABCD 101.
- 18 royal Swedish tenors. Bluebell : ABCD 080. Svensk mediedatabas.
- Aeghist i Strauss, R., Elektra. Hildegard Behrens m. fl., Boston Symphony Orchestra, dir. Seiji Ozawa, Philips 422 574-2. Svensk mediedatabas.
- Kurt Weill's Rise and Fall of the City of Mahogony – Met Exclusive DVD, 1979. The Metropolitan Opera House Orchestra, dir. James Levine.
- Birgit Nilsson på Det Kongelige Teater. Birgit Nilsson, Ragnar Ulfung, Helge Brilioth. Classico Records : CLASSCD 5018. Svensk mediedatabas.
- Berg, A., Wozzeck. The Metropolitan Opera Orchestra, James Levine, dir. Metropolitan Opera Exclusive CD.
- Johann Strauss Jr., Die Fledermaus. Live San Francisco 1973. Joan Sutherland m. fl., dir. R. Bonynge. Bella Voce BLV 107.219. Svensk medidatabas.
- Verismo at the Royal Swedish Opera 1952–1972. Caprice CAP 22063. (2 CD). Svensk mediedatabas.

## Filmografi (urval)
- 1962 – Biljett till paradiset
- 1966 – Nattflyg
- 1975 – Trollflöjten
- 1991 – Joker